# Paul DeVilliers
Paul DeVilliers auch Paul de Villiers oder Paul De Villiers (* 20. Jahrhundert in Pretoria, Südafrika) ist ein südafrikanischer Sänger, Musikproduzent und Toningenieur. Er wurde vor allem für seine Produktionen für Musikgruppen wie Mr. Mister, Yes, Marc Jordan oder The Boomers in den 1980er und 1990er Jahren bekannt. Zu den erfolgreichsten von ihm produzierten Liedern gehören Broken Wings von Mr. Mister oder Rhythm of Love von der britischen Rockgruppe Yes.

## Leben und Karriere
Der Mitte der 1950er Jahre in Pretoria, Südafrika geborene und aufgewachsene Paul de Villiers ist der Sohn des südafrikanischen Kardiologen Marquard de Villiers. De Villiers hat drei Schwestern und einen älteren Bruder, den als Investor und als Führungskraft in globalen Medien- und Sportunternehmen tätigen Etienne de Villiers.
Seine musikalische Laufbahn begann Paul DeVilliers von 1977 bis 1980 als Sänger der 1974 gegründeten südafrikanischen Band Ballyhoo. (Die zusammengezogene Schreibweise des Namens -DeVilliers - bürgerte sich dort ein). Zwischen 1978 und 1982 war er darüber hinaus als Live-Sound-Betreuer für den britischen Künstler David Bendeth und dessen musikalisches Projekt, die David Bendeth Band, unterwegs. Bendeth brachte ihn Ende der 1970er Jahre von der Tour ins Aufnahmestudio, wo man in Toronto gemeinsam am Sound für die kanadische Rockgruppe The Extras arbeitete. 1981 entstand so das The Extras Studioalbum Bit Parts. DeVilliers fungierte zusätzlich noch als Co-Produzent des Albums. Des Weiteren produzierte und mischte er im selben Jahr die beiden Alben The Bendeth Band und Just Dessert für David Bendeth. 1982 entstand unter seiner Produktion ein weiteres Album von The Extras unter dem Titel The Road To Zambando.
1984 brachte ihn der befreundete südafrikanische Musiker Trevor Rabin zum Yes Projekt der einzelnen Yes-Mitglieder das in dem Album 9012Live: The Solos kulminierte und das 1984 in Edmonton in Kanada aufgenommen und von DeVilliers abgemischt wurde. Danach zog es Paul DeVilliers von berufswegen nach Los Angeles, wo er für Mr. Mister 1985 deren internationales Multi-Millionen-Seller Album Welcome to the Real World produzierte und abmischte. Die Single-Auskopplungen Broken Wings und Kyrie erreichten Platz 1 Status in den Jahren 1985 und 1986. Ein Jahr später 1987 holte ihn Trevor Rabin dann erneut zur Produktion des Yes Albums Big Generator dazu, nachdem der Produzent Trevor Horn das Projekt wieder verlassen hatte. So entstanden unter seiner Regie Hits wie Rhythm of Love und Love Will Find a Way von Yes.
1987 arbeitete er zusammen mit dem in den USA-geborenen kanadischen Musiker Marc Jordan an dessen Album Talking Through Pictures. 1993 produzierte er in Kanada für Ian Thomas’ Gruppe The Boomers das Album Art of Living. Mit seiner Frau Lois, die ihn im Hintergrund musikalisch unterstützt, zog er in den späten 1990er Jahren von Crested Butte, Colorado zurück nach Kanada. Mit Hilfe von Richard Page erschien im Jahre 2010 das bis dato unveröffentlichte Mr. Mister Album Pull.
Als Musikproduzent war er auch während der 1990er, 2000er und 2010er Jahre ungebrochen aktiv. Er betreute und produzierte in dieser Zeit als Toningenieur und Produzent zahlreiche weitere Alben von namhaften Künstlern und Bands.
In seiner Freizeit ist Paul DeVilliers ein begeisterter Skifahrer und Tennisspieler.

## Diskografie (Auswahl)
| - 1981: The Extras (Bit Parts) - 1982: The Extras (The Road To Zambando) - 1985: Mr. Mister (Welcome to the Real World) - 1987: Yes (Big Generator) - 1987: Marc Jordan (Talking Through Pictures) - 1993: The Boomers (Art of Living) - 2010: Mr. Mister (Pull) | - 1981: The Extras (Bit Parts) - 1981: The Bendeth Band (The Bendeth Band) - 1981: The Bendeth Band (Just Dessert) - 1982: The Extras (The Road To Zambando) - 1982: Sandy Offenheim (Nicknames) - 1982: Stanley King (King In Concert) - 1983: The Extras (The Watcher) - 1985: Yes (9012Live: The Solos) - 1985: John Miles Band (Transition) - 1985: Mr. Mister (Welcome to the Real World) - 1987: Yes (Big Generator) - 1987: Marc Jordan (Talking Through Pictures) - 1989: Exchange (Into The Night) - 1989: Kim Mitchell (Rockland) - 1991: The Boomers (What We Do) - 1993: The Boomers (Art Of Living) - 1996: The Boomers (25 Thousand Days) - 2001: King Crimson (Level Five) - 2010: Mr. Mister (Pull) |